# Lomanella inermis
Lomanella inermis is een hooiwagen uit de familie Triaenonychidae.